# Jon Spencer
 (mars 2019).
Si vous disposez d'ouvrages ou d'articles de référence ou si vous connaissez des sites web de qualité traitant du thème abordé ici, merci de compléter l'article en donnant les références utiles à sa vérifiabilité et en les liant à la section « Notes et références ».
Jon Spencer (né Jonathan Spencer) est le chanteur du groupe Jon Spencer Blues Explosion dans lequel il joue aussi de la guitare.

## Biographie
Jon Spencer a commencé dans le groupe The Honeymoon Killers avant de rejoindre Pussy Galore.
En 1992, il fonde avec Russel Simmins et Judah Bauer Jon Spencer Blues Explosion.
Il participe également au groupe de sa femme Cristina Martinez, Boss Hog.
Jon Spencer a sorti trois albums avec Matt Verta-Ray (du groupe Speedball Baby) en 2005 sous le nom de Heavy Trash, plus orienté Rockabilly.
Enfin, en 2006, Jon Spencer a sorti l'album The Man Who Lives for Love avec les frères Luther et Cody Dickinson, fils du musicien de Memphis Jim Dickinson, sous le nom de Spencer Dickinson.
Jonathan Spencer est rentré dans les annales du Rock'n'Roll par ses prestations live d'une intensité inouïe, véritable bête de scène, proclamant des incantations d'une jouissance absolue : « Oh Yeah ! » et « Let's play the blues », étant les deux injonctions les plus couramment exploitées.

## Filmographie
- 2017 : Baby Driver d'Edgar Wright : le garde de la prison (caméo)